# Holy Smoke
Holy Smoke! is een Australische speelfilm uit 1999, geregisseerd door Jane Campion, die het script samen met haar zus Anna schreef. De film ging in première op het Filmfestival van Venetië. Harvey Keitel en Kate Winslet spelen de hoofdrollen. Centraal thema in de film is de deprogrammering van Ruth Barron (Winslet) door P.J. Waters (Keitel) nadat zij in India uit een sekte is gehaald.

## Rolverdeling
| Acteur               | Personage      |
| -------------------- | -------------- |
| Kate Winslet         | Ruth Barron    |
| Harvey Keitel        | P.J. Waters    |
| Julie Hamilton       | Miriam Barron  |
| Tim Robertson        | Gilbert Barron |
| Kerry Walker         | Puss           |
| Leslie Dayman        | Bill-Bill      |
| Sophie Lee           | Yvonne Barron  |
| Daniel Wyllie        | Robbie Barron  |
| Paul Goddard         | Tim Barron     |
| Austen Tayshus       | Stan           |
| Pam Grier            | Carol          |
| Samantha Murray      | Prue           |
| Dhritiman Chatterjee | Chidaatma Baba |
| Hari Om Sharan       |                |
| Luke Testa           |                |